# Lomba (Lajes das Flores)
Lomba ist eine portugiesische Freguesia (Gemeinde) im Kreis (Município) Lajes das Flores auf der Azoren-Insel Flores. In ihr leben 200 Einwohner (Stand 19. April 2021).